# Hangony
Hangony là một thị trấn thuộc hạt Borsod-Abaúj-Zemplén, Hungary. Thị trấn này có diện tích 39,15 km², dân số năm 2010 là 1535 người, mật độ 39 người/km².